# Izaak Walton
Izaak Walton (ur. 9 sierpnia 1593 w Stafford, zm. 15 grudnia 1683 w Winchesterze) – angielski pisarz, autor biografii współczesnych sobie poetów i duchownych oraz The Compleat Angler, żartobliwej gawędy o wędkowaniu.
Walton był drobnym londyńskim kupcem. Braki formalnego wykształcenia (uczęszczał do szkoły tylko przez kilka lat) uzupełniał lekturą, a zainteresowanie nauką zbliżyło go do środowiska londyńskich uczonych i duchownych; zaprzyjaźnił się m.in. z Johnem Donnem. W 1640 roku napisał biografię poety, dołączoną do pośmiertnego wydania kazań Donne'a.
Był rojalistą i podczas angielskich wojen domowych stał po stronie króla, angażując się w ocalenie kosztowności należących do Karola II. Po klęsce rojalistów w 1651 roku zajął się pisarstwem i wędkowaniem.
Był dwukrotnie żonaty, z poślubioną w 1626 roku pierwszą żoną, Rachel (zm. 1642) miał siedmioro dzieci, jednak żadne z nich nie przeżyło dzieciństwa. Po pięciu latach od jej śmierci ożenił się z Anne Ken, przyrodnią siostrą pisarza i biskupa anglikańskiego Thomasa Kena. Mieli troje dzieci.
Walton zmarł w 1683 roku w Winchesterze. Jego grób znajduje się w tamtejszej katedrze.

## Twórczość
Waltom jest znany przede wszystkim jako autor wydanego w 1653 roku dzieła The Compleat Angler; or, the Contemplative Man’s Recreation, w żartobliwy sposób przedstawiającego radości płynące z wędkarstwa. Edycja poszerzona ukazała się w 1655 oraz w 1676 roku (z uzupełnieniami Charlesa Cottona). The Compleat Angler było jedną z najczęściej wznawianych pozycji literatury angielskiej.
Napisał biografie Johna Donne'a (1640), Henry'ego Wottona (1651), Richarda Hookera (1665), George'a Herberta (1670) i biskupa Roberta Sandersona (1678).